# Tihomir Orešković
Tihomir Orešković (Zágráb, 1966. január 1. –) horvát közgazdász, vállalkozó és politikus.
2016. január 22-től pártonkívüliként Horvátország miniszterelnöke volt a Horvát Demokratikus Közösség (HDZ) és a Független Listák Hídja (Most) alkotta jobboldali liberális kormányban. Kinevezését megelőzően Orešković Kanadában élt csecsemőkora óta.
2016. június 7-én a HDZ bizalmatlansági indítványt nyújtott be ellene, és miután az ellenzéki Szociáldemokrata Párt (SDP) és a nemzeti kisebbségi képviselők is támogatták Orešković visszahívását, 16-án 125 igen szavazattal 15 ellenében és két tartózkodással a 151 fős nemzetgyűlés visszahívta a kormányfői posztról, ezzel a kormánya megbízatása is megszűnt.